# Marcel Grossmann

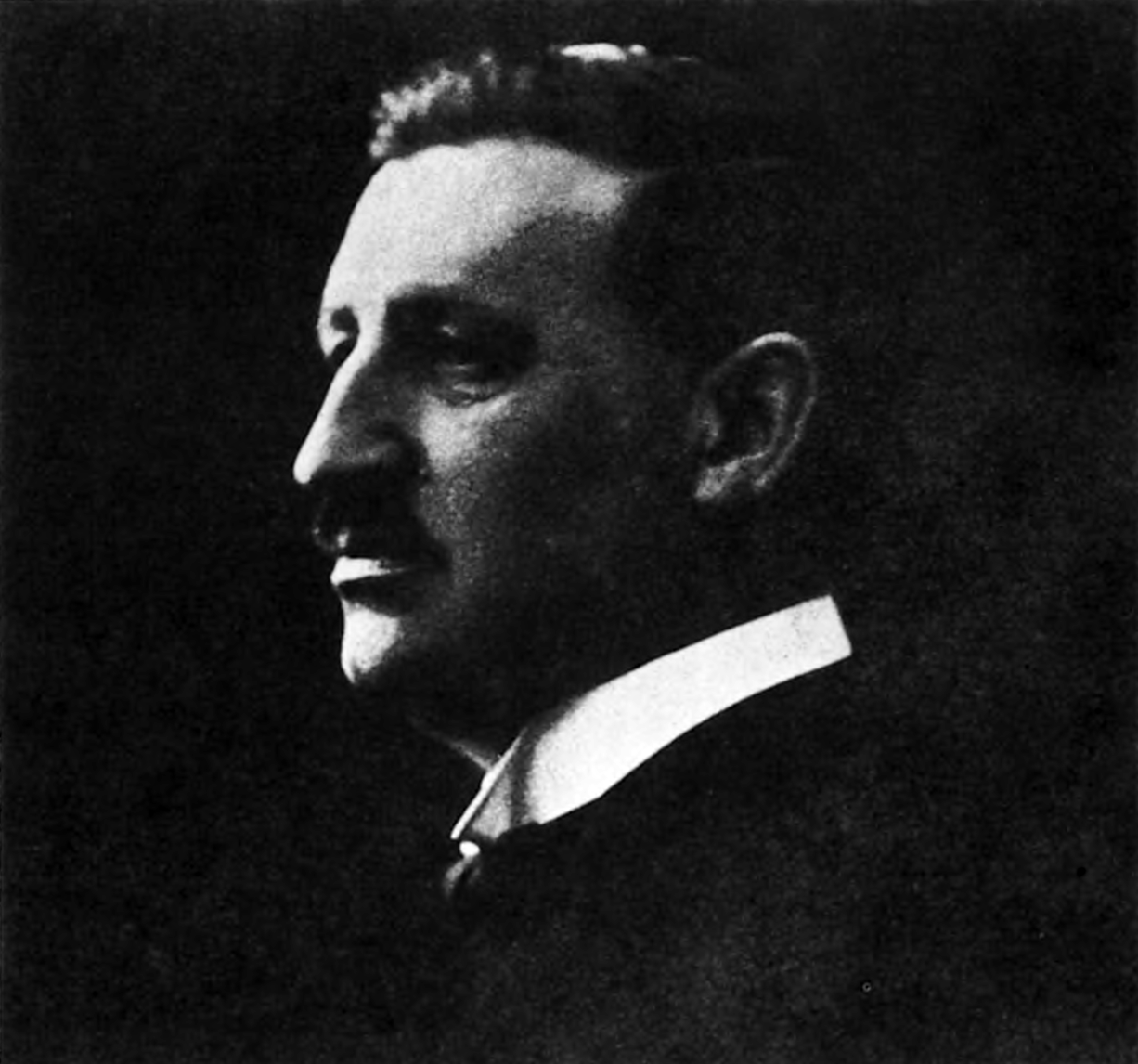
Marcel Grossmann. Foto genomen vóór 1936. Proceedings of Marcel Grossmann Meeting on General Relativity, 1st, Trieste, 1975. - NH, 1977.

Marcel Grossmann (Hongaarse spelling: Grossmann Marcell, Boedapest, 9 april 1878 – Zürich, 7 september 1936) was een Hongaars-Zwitserse wiskundige van Joodse afkomst en vriend en studiegenoot van Albert Einstein. Grossmann droeg fundamenteel bij aan de algemene relativiteitstheorie. Hij was hoogleraar in de wiskunde aan het Eidgenössisches Polytechnikum in Zurich, tegenwoordig de ETH Zürich, met als vakgebied de beschrijvende meetkunde.

## Leven
Hij bezocht de middelbare school in Bazel, studeerde van 1896 tot 1900 wiskunde in Zürich en werd assistent van Otto Wilhelm Fiedler. In 1902 promoveerde hij bij Fiedler aan de Universiteit Zürich op het proefschrift Über die metrischen Eigenschaften kollinearer Gebilde. Van 1901 tot 1905 werkte hij als leraar in Frauenfeld en later in Bazel. Van 1905 tot 1907 was hij privaatdocent aan de Universiteit Basel. In 1907 tot 1927 was hij hoogleraar in de beschrijvende meetkunde  aan de ETH. Grossmann was in de jaren 1916/1917 voorzitter van de Schweizerische Mathematische Gesellschaft, die hij in 1910 mede opgericht had. Tijdens de Eerste Wereldoorlog propageerde Grossmann de modernisering van Zwitserland. Hij was medeoprichter van de Neue Helvetische Gesellschaft en van de "Neue Schweizer Zeitung" waarvan hij ook redacteur was.

## Samenwerking met Einstein
Grossmann legde Einstein het belang van de niet-Euclidische meetkunde (elliptische meetkunde) uit, die essentieel was voor de algemene relativiteitstheorie. Samen publiceerden zij een baanbrekend artikel hierover. De biografie van Einstein door Abraham Pais Subtle is the Lord suggereert dat Grossmann Einstein ook de weg wees in de theorie van de tensoren.

## Vernoemd
De internationale gemeenschap van onderzoekers van de algemene relativiteit organiseren sinds 1975 elke drie jaar Marcel Grossman meetings.

## Publicaties
- Ueber die metrischen Eigenschaften kollinearer Gebilde, Frauenfeld, Huber, 1902, 27 pagina's, Diss. Univ. Zürich
- Die fundamentalen Konstruktionen der nichteuklidischen Geometrie, 1904
- Entwurf einer verallgemeinerten Relativitätstheorie und einer Theorie der Gravitation : I. Physikalischer Teil von Albert Einstein; II. Mathematischer Teil von Marcel Grossmann“ (Leipzig, Berlin, B.G. Teubner, 1913, 1914). Entwurf einer verallgemeinerten Relativitätstheorie und einer Theorie der Gravitation, Zeitschrift für Mathematik und Physik, 62: 225-261.
- Darstellende Geometrie, zeven uitgaven tussen 1915 en 1932
- Elemente der darstellenden Geometrie, Leipzig : Teubner, 1917
- Einführung in die darstellende Geometrie, Basel : Helbing u. Lichtenhahn, 1917, 3. Aufl.
- Darstellende Geometrie für Maschineningenieure, drie uitgaven tussen 1915 en 1927, Berlin : Julius Springer, 1927
- Fernparallelismus?, Zürich, Beer, 1931